# Miccolamia verrucosa
Miccolamia verrucosa är en skalbaggsart som beskrevs av Bates 1884. Miccolamia verrucosa ingår i släktet Miccolamia och familjen långhorningar. Inga underarter finns listade i Catalogue of Life.